# Linjen
Linjen på järnvägar är de delar av spåret som ligger mellan två stationer. Stationerna avskiljs från linjen av driftplatsgränsen. 
På linjen kan det förekomma trafikplatser. Trafikplatser med plattform avsedda för av- och påstigning för resande kallas för hållplatser. Det kan också förekomma platser där anslutande sidospår finns. Dessa kallas för Linjeplatser (f.d. lastplatser). Även linjeplatser kan perrong för av- och påstigande resande. Till linjeplatser hör också platser på linjen där rörlig bro finns.
Linjer som saknar fjärrblockering signaleras med hjälp av en utfartssignal från angränsande driftplats. De flesta linjer har dock fjärrblockering och signaleras av en utfartsblocksignal i början efter angränsande driftplats, följt av mellanblocksignaler. Mellanblocksignaler förekommer dock inte om linjen består av endast en blocksträcka.